# 西河吉信
西河 吉信（にしかわ よしのぶ、生没年不詳）とは、江戸時代の浮世絵師。

## 来歴
師系・経歴不明。作画期は享保の中頃とされる。作に細判の漆絵「傘をさした嵐和歌野」が知られ、画風は京都の西川祐信の影響が認められるという。この絵を出した版元の丸屋九左衛門は江戸大伝馬町三丁目にあったので、『増訂浮世絵』は「西河（西川）を名乗つても、京都の作家ではない」とし、また「祐信の画系のものが、江戸に来つて、版画を作つたのであらう」とも述べている。